# 9 juillet 1987
Le jeudi 9 juillet 1987 est le 190e jour de l'année 1987.

## Naissances
- Élodie Fontan, comédienne française
- Bratislav Punoševac, footballeur serbe
- David Meckler, joueur de hockey sur glace américain
- Émna Mizouni, cybermilitante, journaliste indépendante, experte en communication et dirigeante d'entreprise tunisienne
- Gert Jõeäär, coureur cycliste estonien
- Ihor Bodrov, athlète ukrainien, spécialiste du sprint et du relais
- Jessica Sylvester, nageuse britannique
- Jonny Hayes, joueur de football irlandais
- Josephine Dörfler, joueuse de volley-ball allemande
- Ludovic Grondin, footballeur français
- Matteo Rubin, footballeur italien
- Oleg Sîrghi, haltérophile moldave
- Racky Bolly, judokate sénégalaise
- Rebecca Sugar, animatrice, compositrice et réalisatrice américaine
- Rusney Castillo, joueur cubain de baseball
- Samuel Lebret, haltérophile français

## Décès
- Alex Kaleta (né le 29 novembre 1919), hockeyeur sur glace canadien
- Oulas Samtchouk (né le 20 février 1905), écrivain ukrainien

## Événements
- Sortie du jeu vidéo Legacy of the Wizard
- Ouverture du 41e festival d'Avignon avec Le Soulier de satin en version intégrale mis en scène par Antoine Vitez avec Ludmila Mikaël, Didier Sandre et  Robin Renucci [1].